# Placówki Opiekuńczo - Wychowawcze w Szamotułach
Placówki Opiekuńczo - Wychowawcze w Szamotułach (dawniej: Dom Dziecka Rodzina Maryi)  - placówki opiekuńczo - wychowawcze  prowadzone przez Siostry Franciszkanki w Szamotułach (woj. wielkopolskie).

## Historia
- 1920 r. - Dom powstaje z inicjatywy prymasa Edmunda Dalbora.
- 1921 r. - utworzenie ochronki dla sierot.
- od stycznia 1922 r. - siostry prowadzą szkołę, najpierw dwuklasową w pięciu oddziałach, a następnie oddziałową.
- 1931/32 r. - przekształcenie na prywatną szkołę podstawową II stopnia.
- 1939 r. - wybuch II wojny światowej; siostry otrzymują nakaz opuszczenia domu.
- 1945 r. - powstanie Domu Dziecka po okupacyjnej przerwie.
- 1950-1990 r. - Dom pod zarządem Zrzeszenia Katolików „Caritas”.
- 1950-1970 r. - próby przejęcia Domu od sióstr przez władze państwowe.
- lipiec 1990 r. - Dom przekazany pod zarząd Zgromadzenia Sióstr Franciszkanek Rodziny Maryi.

## Placówki Opiekuńczo - Wychowawcze SYCHEM, NEGEB i KANAAN
Dom Dziecka Rodzina Maryi, powstał jesienią 1920 roku w mieście Szamotuły. Inicjatorem i założycielem tej placówki wychowawczej był ówczesny Prymas Polski ks. kardynał Dalbor. W 1921 r. Towarzystwo Opieki przysłało pierwsze sieroty pod skrzydła Sióstr i w ten sposób powstała tu najpierw Ochronka dla sierot, a następnie po okupacyjnej przerwie Dom Dziecka, który jest prowadzony przez Zgromadzenie już nieprzerwanie od 1945 roku. W pierwszym roku prowadziły siostry tylko sierociniec. Dzieci było 60. Od stycznia 1922 roku siostry prowadziły szkołę, najpierw dwuklasową w pięciu oddziałach, a następnie oddziałową. W roku 1931/32 szkoła ta została przekształcona na prywatną szkołę podstawową II stopnia. W sierocińcu było 150 dzieci. Ze szkoły czy to dwuklasowej czy oddziałowej korzystały też dzieci z miasta. W szkole było zawsze do 300 dzieci. Siostry prowadziły również internat, którego wychowankowie uczęszczali do gimnazjum. Internistów i internistek było do 60. Piękną i owocną pracę sióstr przerwała wojna. We wrześniu 1939 roku w czasie wybuchu II wojny światowej w sierocińcu było 159 dzieci a sióstr 24. Od samego początku Niemcy bardzo się interesowali zakładem. Dnia 12 grudnia 1939 roku siostry dostały formalny rozkaz opuszczenia domu do stycznia 1940 roku. Dzieci pod opieką sióstr wyjechały do Poznania, Warszawy i umieszczone zostały w innych domach. Część sióstr dostała się do Warszawy, inne rozjechały się do domów rodzinnych. Trzy siostry kilka miesięcy przebywały w obozie w Bojanowie. Gdy 20 lutego 1945 roku pierwsze siostry powróciły zastały dom zupełnie obrabowany, wiele urządzeń było mocno uszkodzonych. Nie opuszczały jednak rąk, lecz energicznie zabrały się do pracy. Już z wiosną 1946 roku przyjęto siostry dzieci ewakuowane z Sambora. Wydział Oświaty w Poznaniu i w Warszawie zaczął przesyłać sieroty wojenne. Sierociniec został zmieniony na Dom Dziecka. Po drugiej wojnie światowej zaszły olbrzymie zmiany gospodarcze i społeczne. Zmieniły się też warunki pracy w placówce. W 1954 roku w Domu Dziecka przebywało 140 wychowanków, od lat 3 do 18. Jedną trzecią stanowiły dzieci w wieku przedszkolnym. Jedenaścioro wychowanków uczęszczało do Liceum Ogólnokształcącego. Reszta dzieci chodziła do szkoły podstawowej. W latach 1950–1990 Dom pozostawał pod zarządem Zrzeszenia Katolików „Caritas”. Był to okres trudny, pełen napięć i niepokoju. Szczególnie trudne były lata 1950-1970. Władze państwowe dążyły do odebrania Domu Siostrom. Mimo to, Dom przetrwał burze dziejowe i doczekał chwili, kiedy od lipca 1990 roku przeszedł całkowicie pod zarząd Zgromadzenia Sióstr Franciszkanek Rodziny Maryi.

## Placówki
Od 01 stycznia 2007 roku ze względu na reorganizację domu i proces standaryzacji zmieniono nazwę „Dom Dziecka” na „Zespół Placówek Opiekuńczo – Wychowawczych „Rodzina Maryi”.  Od 2009 r. z Zespołu wyłaniano trzy autonomiczne Placówki.  Pierwszą taką Placówkę pod nazwą „Kanaan” poświęcił 1 czerwca 2009 r. ksiądz arcybiskup Stanisław Gądecki. Od 1 stycznia 2011 roku funkcjonują kolejne dwie  Placówki „Negeb” i „Sychem”.
Struktura domu:
- 1. Placówka Opiekuńczo-Wychowawcza „Kanaan” - do 14 dzieci,
- 2. Placówka Opiekuńczo-Wychowawcza „Negeb” - do 30 dzieci,
- 3. Placówka Opiekuńczo-Wychowawcza „Sychem” - do 30 dzieci.